# Angli
Ángli (latinsko Anglii, angleško Angles) so bili eno glavnih starogermanskih plemen, ki se je po padcu Zahodnorimskega imperija naselilo v Britaniji. Ustanovili so več kraljestev anglosaške Anglije. Njihovo ime je koren imena Anglije in izhaja od predela polotoka Angeln, območja na obali Baltskega morja v današnji nemški zvezni deželi Schleswig-Holstein.